# Albania ottomana

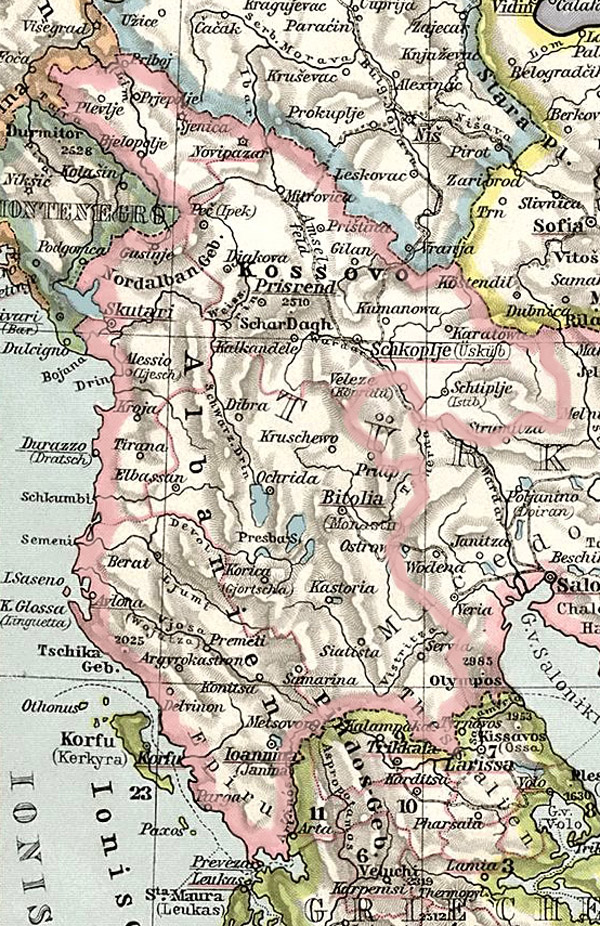
L'Albania ottomana si estendeva lungo la costa fino alle montagne a est.

L'Albania ottomana è un termine italiano entrato in uso nel XV secolo per indicare i territori costieri balcanici adriatico-ionici in possesso dell'Impero ottomano. 
Cronologicamente, questo è il periodo dal 1385 al 1912, iniziato dopo la Battaglia dei Campi Sauriani e terminato con la creazione di un'Albania indipendente durante le guerre balcaniche.
Non c'era idea della sovranità albanese prima della formazione della prima lega di Prizren e il concetto è del tutto storico e geografico e generalmente comprende le terre costiere fino al cosiddetto Montagne albanesi – da Dulcigno a Preveza.
Cronologicamente, le ultime città a cadere sotto il dominio ottomano in questo territorio furono Scutari nel 1479 e Durazzo nel 1501.